# Кабаидзе, Владимир Павлович
Влади́мир Па́влович Кабаи́дзе (24 января 1924, Владикавказ — 18 сентября 1998, Иваново) — генеральный директор Ивановского станкостроительного объединения имени 50-летия СССР (Ивановский завод тяжёлого станкостроения), генеральный директор международного научно-производственного объединения «Иваново-София», генеральный директор АО «Гестив» (Гертнер-станкоимпорт-Иваново), Герой Социалистического Труда, лауреат Государственной премии СССР, Почётный гражданин города Иваново.

## Биография
Владимир Павлович Кабаидзе родился 24 января 1924 года в городе Владикавказ (Северная Осетия) в семье военного. По национальности грузин. Жил в Киеве, в 1941 году окончил девятый класс общеобразовательной школы. В начале Великой Отечественной войны был эвакуирован в город Орджоникидзе (Владикавказ), где поступил работать машинистом на декстриновый завод. В феврале 1942 года добровольно вступил в Красную Армию и был направлен в Орджоникидзевское военное училище связи, которое окончил в августе 1942 года. В возрасте 18 лет, в звании младшего лейтенанта был направлен на 1-й Украинский фронт командиром пехотного взвода. После одного из первых боёв, в котором в результате неумелых действий руководства был уничтожен его полк, Владимир Кабаидзе попадает под трибунал и получает 8 лет лагерей, но прямо из трибунала его отправляют в штрафные воинские подразделения. Воюя в штрафбате, в одном из боёв Владимир Кабаидзе получает контузию и серьёзное ранение, после чего, пробыв полгода в госпитале, и «искупив вину кровью» возвращается на фронт в обычную воинскую часть в 106-й стрелковый полк 29-й стрелковой дивизии. Воевал на 1-м и 2-м Прибалтийском, а также на 1-м Белорусском фронтах в должности командира взвода связи 629-го стрелкового полка 134-й стрелковой дивизии. Участвовал в боях за освобождение Украины и Польши, в том числе города Лодзь. Форсировал Одер, участвовал в штурме Берлина, войну закончил на Эльбе. В июне 1946 года старший лейтенант Кабаидзе уволен в запас.
После войны продолжает учёбу. Экстерном закончил 10 класс школы № 39 в городе Ростов-на-Дону. Поступил в Ростовский институт сельхозмашиностроения (ныне — Донской государственный технический университет). Во время учёбы, в 1948 году вступает в ряды ВКП(б)/КПСС. На втором курсе перевёлся в Московский станко-инструментальный институт (ныне «Московский государственный технологический университет «Станкин»»), который успешно окончил в 1952 году.
После окончания института, был распределён на Рязанский станкостроительный завод, где проработал 23 года. За это время он прошёл путь от конструктора до главного инженера предприятия.
В ноябре 1970 года Владимир Павлович назначается директором Ивановского завода расточных станков, а в 1976 году — генеральным директором Ивановского станкостроительного производственного объединения имени 50-летия СССР. Руководил объединением более 20 лет.
Под его руководством к 1977 году на предприятии был налажен выпуск передовых станков с числовым программным управлением, которые пользовались спросом не только в СССР, но и на мировом рынке. Ивановские станки получали призы на престижных международных выставках в Ганновере, Дюссельдорфе, Брюсселе, Осаке. Обрабатывающими центрами семейства «ИР» оснащались заводы «ЗИЛ», «ГАЗ», предприятия космической техники и авиационные заводы. Предприятие стало флагманом отечественного станкостроения. Продукция завода, станки с числовым программным управлением, обрабатывающие центры экспортировались во многие развитые страны мира.
Указом Президиума Верховного Совета СССР от 5 июня 1985 года за выдающиеся успехи достигнутые в выполнении плановых заданий и социалистических обязательств, большой личный вклад в ускоренное создание и освоение серийного выпуска высокоэффективного металлообрабатывающего оборудования, широкое внедрение в машиностроении и металлообработке прогрессивной технологии и организации производства Кабаидзе Владимиру Павловичу присвоено звание Героя Социалистического Труда с вручением ордена Ленина и золотой медали «Серп и Молот».
5 октября 1985 года было создано международное совместное советско-болгарское научно-производственное станкообъединение «Иваново — София», генеральным директором которого был назначен Владимир Павлович Кабаидзе.
В 1986 году был делегатом XXVII съезда КПСС. Поддержал курс на перестройку. Был одним из инициаторов перехода предприятий на хозяйственный расчёт. На XIX партконференции в 1988 году предложил перевести министерства на самоокупаемость:

«Ни у кого в мире нет столько министров, сколько у нас, а дело идет погано. Но не ждите от меня, что я скажу: „Надо ликвидировать министерства“. Нет, на самофинансирование надо переводить всех. Советскую власть надо переводить на самофинансирование… Мне министерство не нужно. Мы „корм“ добываем сами, валюту добываем сами. Что нам может дать министр? Да ничего. Но это не значит, что не нужны координирующие центры — они нужны. Однако они должны кормиться от нас, а не от бюджета. Вот будет министр „мышей ловить“ — будем кормить. Не будет — не надо».— Из выступления В. Кабаидзе на XIX Всесоюзной партийной конференции, 1988 г.
Жестко высказывался против бюрократии:

«Я терпеть не могу бумаготворчество. На 27 съезде высказался: „Пусть каждый делегат, вернувшись домой, порвет 5-6 бумаг“. Приехал домой — бесполезно: растут проклятые. Я понял одно: безнадежно бороться с бумагами — надо „убивать“ авторов».— Из выступления В. Кабаидзе на XIX Всесоюзной партийной конференции, 1988 г.
Входил в «Оппозиционное Советское правительство», сформированное на съезде Советов рабочих, крестьян, специалистов и служащих в октябре 1992 года в Нижнем Новгороде.
В начале 1990-х годов, в период спада экономики, Кабаидзе сумел сохранить производство, уберечь предприятие от банкротства. Оставался членом КПРФ. Неоднократно избирался депутатом местных[каких?] Советов народных депутатов[когда?].
Скончался 18 сентября 1998 года. Похоронен на кладбище в местечке Балино.
На территории «Ивановского завода тяжёлого станкостроения» установлена памятная доска в честь Владимира Павловича Кабаидзе.

## Награды и премии
- Герой Социалистического Труда (1985)
- два ордена Ленина (1981, 1985)
- два ордена Трудового Красного Знамени (1971, 1976)
- орден «Знак Почёта»
- два ордена Отечественной войны 1-й степени (06.06.1945[8], 06.04.1985[9])
- орден Красной Звезды (16.02.1945)[10]
- медаль «За отвагу» (27.12.1943)[11]
- Государственная премия СССР в области техники (1983)
- орден «Virtuti Militari» (Польша)
- Различные медали
- Почётный гражданин города Иваново (15.05.1987)[12]